# سسیل مک‌مستر
سسیل مک‌مستر (انگلیسی: Cecil McMaster; ۵ ژوئن ۱۸۹۵ – ۱۱ سپتامبر ۱۹۸۱) ورزشکار دو و میدانی اهل آفریقای جنوبی بود.